# Jul i Hittehatt
Jul i Hittehatt är en finlandssvensk julkalender i Yle från 2019 i regi Karin Berglund efter ett manus av Berglund och Hanna Åkerfelt. Serien bygger på tv-serien Hittehatt från 2014.

## Handling
Serien utspelar sig på hittegodsbyrån i Hittehatt där julen ska firas enligt de gamla traditionerna. Men den här julen börjar konstiga saker hända.
En person vid namnet Klampa dyker upp på hittegodsbyrån och hävdar att det första inlämnade hittegodset i Hittehatt, den unika julkulan, är hennes. Hon kallar den Skogens ljus och menar att den måste tillbaka till älvorna och naturen för att rädda skogen och alla dess väsen.

## Rollista
- Tuuli Heinonen – älvan Klampa
- Marc Svahnström – Murk
- Oskar Pöysti – Vimmel
- Henrik Heselius – Kusel
- Daniela Fogelholm – Tumla

## Produktion
De första 14 avsnittet spelades in i Studiohuset i Böle våren 2019 medan de sista 10 avsnitten spelades in i september samma år.

## Avsnitt
1. Gammelfarmors stora julbok
2. Vem låter i skogen?
3. Julkulan och Skogens ljus
4. En superdupermegalomanisk överraskning
5. Tumlas dockskåp
6. Mannerheim-Kekkonen
7. Journalist Julgran
8. Ingen rök utan knäck
9. Svampinspektör Mycella
10. Kampen mot svampen
11. Klampa!
12. Snöbollskrig och halmhimlar
13. Kuselucia
14. Klampa och gammelfarmor
15. De borttappade bladen
16. Skogskulla och Shakespeare
17. Släktband och solsystem
18. Hemma igen
19. Älvring
20. Skogsmust
21. Älvor finns
22. Strumpfest
23. General Vimmel
24. Julspelet i Hittehatt